# Иловатская волость
Иловатская во́лость — административно-территориальная единица, входившая в состав Новоузенского уезда Самарской губернии.
Административный центр — село Иловатка.
Население волости составляли преимущественно русские и малороссы, православные
В период до установления советской власти волость имела аппарат волостного правления, традиционный для таких административно-территориальных единиц Российской империи.
Согласно карте уездов Самарской губернии издания губернского земства 1912 года волость располагалась на крайнем юго-западе Новоузенского уезда по левой стороне Волги, на границе с Саратовской и Астраханской губерниями. Граница с Астраханской губернией проходила по рекам Торгун и Еруслан. На севере волость граничила - с Черебаевской и Ровненской волостями, на северо-востоке и востоке со Старополтавской и Торгунской волостями.
Территория бывшей волости является частью земель Старополтавского района Волгоградской области.

## Состав волости
| Наименование                  | Население | Население | Население | Расстояние (вёрст) до: | Расстояние (вёрст) до: | Расстояние (вёрст) до: | Расстояние (вёрст) до: | Преобладающие национальности, вероисповедания | Современное состояние                              |     |    |                                   |                                                    |
| Наименование                  | 1889 год  | 1897 год  | 1910 год  | Самары                 | Саратова               | Новоузенска            | Волостного правления   | Преобладающие национальности, вероисповедания | Современное состояние                              |     |    |                                   |                                                    |
| ----------------------------- | --------- | --------- | --------- | ---------------------- | ---------------------- | ---------------------- | ---------------------- | --------------------------------------------- | -------------------------------------------------- | --- | -- | --------------------------------- | -------------------------------------------------- |
| село Беляевка                 | 1507      | 1819      | 2252      | Самары                 | Саратова               | Новоузенска            | Волостного правления   | 513                                           | 185                                                | 180 | 35 | русские и малороссы, православные | село, Старополтавский район, Волгоградская область |
| село Белокаменка              | 1211      | 1299      | 1625      | 510                    | 140                    | 207                    | 12                     | русские, православные                         | село, Старополтавский район, Волгоградская область |     |    |                                   |                                                    |
| село Иловатка (Иловатый Ерик) | 3008      | 3449      | 4962      | 515                    | 150                    | 200                    | 0                      | русские, православные                         | село, Старополтавский район, Волгоградская область |     |    |                                   |                                                    |
| село Колышкино                | 2646      | 2497      | 3224      | 520                    | 153                    | 250                    | 5                      | малороссы, православные                       | село, Старополтавский район, Волгоградская область |     |    |                                   |                                                    |
| село Курнаевка                | 1110      | 1450      | 1486      | 535                    | 160                    | 210                    | 10                     | русские, православные                         | село, Старополтавский район, Волгоградская область |     |    |                                   |                                                    |
| село Потёмкино                | 868       | 1060      | 1513      | 545                    | 170                    | 220                    | 20                     | русские и малороссы, православные             | не существует                                      |     |    |                                   |                                                    |